# Im weissen Rössl (1960)
Im weissen Rössl ist eine österreichisch-deutsche Filmkomödie aus dem Jahr 1960 mit den Hauptdarstellern Waltraut Haas und Peter Alexander.
Es handelt sich um eine Verfilmung der Operette Im weißen Rößl von Ralph Benatzky. Gedreht wurde an den Originalschauplätzen am österreichischen Wolfgangsee. Diese Filmversion stützt sich auf die Operette, nimmt aber zahlreiche Veränderungen vor. So wurde die Handlung in die Gegenwart versetzt, was es ermöglichte, dass Sigismund Sülzheimer in einem Hubschrauber vor dem Hotel Weißes Rössl eintrifft. Ottilie Giesecke wurde in Brigitte umbenannt. Die Musik reicht von authentischer alpenländischer Musik, u. a. gespielt vom Heurigen-Musiker Anton Karas, bis zu modernen Arrangements von Heinz Gietz, die auch Swing- und Schlager-Elemente enthalten.

## Handlung
Im Hotel „Im weißen Rößl“ ist Hochsaison. Das Personal ist überfordert, Oberkellner Leopold schafft es aber mit Gesang, die unzufriedenen Gäste zu beruhigen.
Weniger Erfolg mit seinem Charme hat er bei seiner Chefin Josepha Vogelhuber, bei welcher er Annäherungsversuche macht. Diese jedoch weist ihn zurück: Sie ist verliebt in den Berliner Rechtsanwalt Dr. Otto Siedler, einen langjährigen Stammgast, der für den Nachmittag erwartet und dann herzlich von ihr begrüßt wird.
Die Ankunft von Dr. Siedler wird auch von einem anderen Gast nur ungern gesehen: Der Fabrikant Wilhelm Giesecke, der nur auf Drängen seiner Tochter Brigitte Urlaub macht, hat gegen Siedler und dessen Mandanten, seinen Erzkonkurrenten Sülzheimer, einen Prozess verloren. Brigitte hindert dies jedoch nicht daran, den Avancen Siedlers nachzugeben.
Infolge eines Streits zwischen Leopold und Josepha wird Leopold gekündigt. Inzwischen ist auch der Sohn des Fabrikanten Sülzheimer namens Sigismund, ein ausgesprochener Weiberheld, im Hotel eingetroffen. Bei der Anreise hat er sich in das lispelnde Klärchen verliebt.
Der gekündigte Leopold sieht sich gezwungen, außergewöhnliche Maßnahmen zu ergreifen, um seiner verehrten Josepha die Augen zu öffnen. Er zieht als Gast in das Hotel ein und freut sich über das nun entstehende Chaos. Die Folgen sind Intrigen und turbulente Verwicklungen, die Leopold schließlich ans Ziel bringen, Josephas Liebe zu gewinnen.

## Lieder
- Im weißen Rössl am Wolfgangsee (Peter Alexander mit Chor)
- Es muss was Wunderbares sein (Peter Alexander)
- Im Salzkammergut, da kann man gut lustig sein (Peter Alexander mit Chor)
- Zuschau’n kann I net (Peter Alexander)
- Was kann der Sigismund dafür (Gunther Philipp, Peter Alexander)
- Es ist einmal im Leben so (Peter Alexander)
- Das ist der Zauber der Saison (Peter Alexander mit Chor)
- Aber meine Herrschaften (Peter Alexander)

## Weiteres
Die Außenaufnahmen fanden im Sommer 1960 an Originalschauplätzen in Sankt Wolfgang statt, die Innenaufnahmen wurden im Herbst u. a. in der Kaiservilla in Bad Ischl nachgeholt, außerdem entstanden einige Szenen in den Ateliers der Berglandfilm in Wels.
Aufgrund der Verlegung der Handlung in die Zeit der Produktion entfiel der Auftritt des greisen Kaiser Franz Joseph, der durch eine kurze Anlege-Szene des Raddampfers Kaiser Franz Josef I. „ersetzt“ wurde.
Produzent Günter Stapenhorst zeichnete auch schon für die 1952 entstandene Verfilmung unter der Regie von Willi Forst verantwortlich.
Da in Österreich kein Hubschrauber für Filmaufnahmen zur Verfügung stand, musste ein deutscher Hubschrauber aufgrund der Zollbestimmungen demontiert auf einem LKW nach Österreich gebracht und dort wieder zusammengebaut werden. Bei den Dreharbeiten am Vorplatz des Hotels soll – so Waltraut Haas in ihren Memoiren – der vom Rotor des Hubschraubers entstandene Luftzug fast sämtliche Bäume im Umfeld und den Efeu an der Fassade entlaubt haben. Die Blätter mussten anschließend wieder mühsam angeklebt werden.
Gefilmt wurde auf Farbfilm von Kodak-Eastmancolor, welcher im Kopierwerk Grinzing der Wien-Film entwickelt wurde. Die Verleih-Kopien erstellte die britische Technicolor in London. Uraufführung war am 21. Dezember 1960 in München im Mathäser.

## Kritiken
„Legendäre Adaption der gleichnamigen Operette. Getragen von einem glänzend aufgelegten Schauspielerensemble, erzählt der Film ebenso romantische wie turbulent-humorvolle Geschichten von Liebe, Lügen und Eifersüchteleien. Vor allem Peter Alexander brilliert und dominiert in der turbulenten Filmfassung von 1960, durch die einige Lieder endgültig zu Gassenhauern wurden.“

„Überladen, reich an plumper Situationskomik, arm an natürlicher Heiterkeit“

„Die Story wurde ganz auf die Jetzt-Zeit gestellt und auf ‚Musical‘ getrimmt.“